# Pseudostenophylax griseolus
Pseudostenophylax griseolus är en nattsländeart som beskrevs av Martynov 1930. Pseudostenophylax griseolus ingår i släktet Pseudostenophylax och familjen husmasknattsländor. Inga underarter finns listade i Catalogue of Life.